# United States Greenback Party
Die Greenback Party (Greenback-Partei) – auch Greenback-Labor Party (Greenback-Arbeiterpartei) genannt – war eine politische Partei in den Vereinigten Staaten in den Jahren zwischen 1874 und 1884.
Der Name ist ein Verweis auf das Papiergeld der USA, das manchmal auch „greenback“ genannt wird. Gemeint sind die Banknoten, die während und nach dem Amerikanischen Bürgerkrieg bis heute herausgegeben wurden und für ihre typische grüne Farbe bekannt sind. Der Parteiname sollte auf den besonderen Stellenwert geldpolitischer Forderungen hinweisen. Die Partei kündigte an, größere Mengen Geld zu emittieren, im Glauben dies würde vielen Leuten – besonders Landwirten – helfen, höhere Preise zu erzielen und Schulden leichter bezahlen zu können. Gegründet wurde die Greenback-Partei als politische Partei hauptsächlich von Landwirten, die während der Panik von 1873 finanziell zu Schaden gekommen waren.
Das Gründungstreffen der Partei fand in Indianapolis am 25. November 1874 statt. Ursprünglich lautete der Name Independent National Party (Unabhängige Nationalpartei). 1878 wurden 13 ihrer Mitglieder in den US-Kongress gewählt. 1880 ergänzte die Greenback-Partei ihr Parteiprogramm um Forderungen nach einer Einkommensteuer, dem Achtstundentag und dem Frauenwahlrecht. Der Einfluss der Partei schwand rasch; nachdem sie bei den Kongresswahlen 1884 durchgefallen war (und mit James B. Weaver nur mehr einen Abgeordneten stellte), verlor sie zunehmend an Bedeutung. 1888 fusionierte die Partei mit der „Union Labor Party“. 1892 erfolgte ein Zusammenschluss mit der „People’s Party“.

## Präsidentschafts-Kandidaten
- 1876 Peter Cooper
- 1880 James B. Weaver
- 1884 Benjamin Franklin Butler